# جيمس بي فلمنج
جيمس بي فلمنج (بالإنجليزية: James P. Fleming)‏ هو ضابط أمريكي، ولد في 21 مارس 1943 في سيداليا في الولايات المتحدة.